# Juan de Mena (Alguacil Mayor Paraguay)
Don. Juan de Mena (nacido como Juan de Mena, a finales del siglo XVII en la Provincia del Paraguay). Es conocido por su desempeñó de un papel destacado en la primera etapa de la Revolución comunera de Paraguay.

## Biografía
Juan de Mena, Alguacil Mayor del cabildo de Asunción en la Provincia del Paraguay bajo el dominio español.
Participó en la decisión de rechazar el pedido del gobernador Juan Gregorio Bazán de Pedraza. Este pedido implicaba trasladar a los pobladores de La Frontera al área de Guarnipitán o Villeta debido a la escasa población en Villeta y los constantes saqueos guaicurúes en La Frontera. Esta decisión histórica sentó las bases para la fundación de San Lorenzo de La Frontera, actualmente conocido como Ñemby.
Además, desempeñó un papel destacado en la primera etapa de la Revolución Comunera, que abrazaba la concepción de que el poder monárquico no debe prevalecer sobre la voluntad colectiva, encapsulada en la célebre expresión "La voz del pueblo es la voz de Dios". Como consecuencia de su participación, Juan de Mena fue condenado como cómplice de Antequera, encarcelado, pero siguió ejerciendo influencia sobre los comuneros desde prisión. Finalmente, compartió el destino de Antequera al ser ejecutado. Esta coyuntura avivó un segundo alzamiento comunero contra el dominio virreinal, que culminó en la derrota ante el ejército de Bruno Mauricio de Zabala, resultando en múltiples sanciones para la Provincia del Paraguay.